# Molleville
Molleville è un comune francese di 102 abitanti situato nel dipartimento dell'Aude nella regione dell'Occitania.
città di origine medievale

## Società

### Evoluzione demografica
Abitanti censiti